# Aglaia leucoclada
Espèce
Statut de conservation UICN

 VU A1c : Vulnérable
Aglaia leucoclada est une espèce de plantes de la famille des Meliaceae.

## Publication originale
- Bulletin de l'Herbier Boissier, sér. 2 3: 172. 1903.